# Easy Goer
Easy Goer (1986-1994) est un cheval de course pur-sang américain. Membre du Hall of Fame des courses américaines, il fut le grand rival de Sunday Silence et s'est bâti l'un des plus beaux palmarès américains des années 80.  

## Carrière de course
Né dans la pourpre et le Kentucky chez le grand éleveur Ogden Phipps (celui de Bold Ruler, Buckpasser ou Personal Ensign), dont il fut le dernier champion, Easy Goer fait ses débuts en août 1988 à Belmont Park, près de New York, échouant d'un nez. Il perd sa condition de maiden deux semaines plus tard à Saratoga en disposant facilement d'un certain Is It True, puis fait grosse impression dans une allowance. Désormais prêt à ferrailler avec la crème des poulains américains, il s'aligne au départ d'un groupe 1, les Cowdin Stakes, et s'impose facilement en prélude à une victoire tout aussi aisée dans les prestigieux Champagne Stakes, avec à la clé le plus haut Beyer Speed Figure jamais enregistré par un 2 ans depuis l'invention de ce système de rating basé sur la vitesse et propre aux courses américaines : 116. Pour le New York Times, Easy Goer est "l'un des 2 ans les plus rapides de ces deux dernières décennies", et le voilà promis au titre de meilleur 2 ans américain. À condition toutefois d'assoir sa suprématie dans la Breeders' Cup Juvenile, programmée en cette année 1988 à Churchill Downs. Une formalité a priori. Sauf qu'il a plu à verse dans le Kentucky et que la piste en dirt est une flaque de gadoue. Mal à l'aise, il termine deuxième de Is It True, un poulain qu'il a battu largement lors de leurs trois précédentes confrontations. Alors il est tout pardonné, reçoit malgré tout son Eclipse Award, et reste le grand favori du Kentucky Derby au printemps suivant.     
Rien ne semble pouvoir entraver la marche d'Easy Goer vers la Triple Couronne. Il fait une rentrée gagnante en Floride, où il a passé l'hiver, puis revient se préparer à New York. La sortie suivante, dans les Gotham Stakes, tourne au festin d'ogre : une victoire par 13 longueurs, un chrono exceptionnel de 1'32"40 (à deux dixièmes de l'indéboulonnable record du monde sur le dirt établi par Dr. Fager en 1968), et un furieux Beyer Speed Figure de 118. Les Wood Memorial Stakes, ultime préparatoire au Derby, ressemblent davantage à un galop d'entraînement qu'à une course, le poulain s'impose par 3 longueurs. Non, décidément rien ni personne ne saurait contrarier la marche triomphale d'Easy Goer. Sauf la gadoue, sauf un Californien, peut-être.       
De l'autre côté de l'Amérique, le dénommé Sunday Silence vient d'écrabouiller comme rarement l'élite des poulains californiens dans le Santa Anita Derby. Les 11 longueurs qu'il leur a collées sonnent comme onze messages envoyés à la Côte Est : il sera le challenger numéro 1 d'Easy Goer dans le Kentucky Derby. Le 6 mai, les dieux et les nuages ont choisi leur camp : il pleut encore à Churchill Downs, beaucoup, et la piste en dirt est une patinoire. Easy Goer, dragster dans la boue, s'incline tandis que Sunday Silence, pourtant doré au soleil californien, barbote avec bonheur. Deux longueurs et demie les séparent. Une telle poisse météorologique justifie bien une revanche. Elle aura lieu dans les Preakness Stakes, sur une piste sèche cette fois. Bagarre formidable, lutte indécise jusqu'au bout, et un nez pour Sunday Silence. Pat Day, le jockey d'Easy Goer, peut bien enrager contre lui-même, persuadé qu'il a mal monté son partenaire, et prend pour lui ce fatal naseau. L'entraîneur d'Easy Goer, Shug McGaughey, est d'accord : c'est la monte de Pat Day qui a coûté la victoire de son protégé. En attendant, Sunday Silence vient de gagner les deux premières manches de la Triple Couronne et sa rivalité avec Easy Goer commence à ressembler à celle d'Affirmed et Alydar dans la Triple Couronne 1977, où le second nommé devait se rapprocher indéfiniment du premier, tel Achille et la tortue. Easy Goer ne vengera-t-il jamais son père Alydar ? Si. Parce que la troisième manche, les Belmont Stakes, se dispute sur 2 400 mètres. Easy Goer ne prend pas seulement sa revanche sur Sunday Silence, il le détruit de huit longueurs et signe le meilleur temps de la course après celui de l'intouchable Secretariat.           
Easy Goer a montré qu'il était finalement, et peut-être, à son meilleur sur 2 400 mètres. Mais cela ne l'empêche pas de se produire sur plus court et d'imposer sa loi aux meilleurs chevaux américains. Quelle que soit la distance, et en l'absence de Sunday Silence qui se fait discret durant l'été, il est incontestablement le meilleur d'entre eux. La preuve avec sa victoire dans le Whitney Handicap, pour sa première tentative face meilleurs aux chevaux d'âge, lesquels ne voient que sa queue. La preuve dans les Travers Stakes, où il se balade, sans forcer. À chaque fois son chrono est l'un des trois meilleurs de l'histoire de ces courses. Même la boue ne semble plus pouvoir l'arrêter : il s'offre les Woodward Stakes sur une piste détrempée. Comme quoi. Mais Pat Day aura ce mot : "la boue n'est pas la même partout". Et à l'automne s'adjuge brillamment la prestigieuse Jockey Club Gold Cup. Tant que Sunday Silence ne revient pas le chercher, Easy Goer parade : il est le seul cheval de l'histoire à compter dans sa musette les Belmont Stakes, le Whitney Handicap, les Travers Stakes, les Woodward Stakes et la Jockey Club Gold Cup, et le seul 3 ans à avoir enchaîné le Whitney Handicap, les Woodward Stakes et la Jockey Club Gold Cup. Ça vous pose un palmarès.           
Mais Easy Goer n'en a pas fini avec son cauchemar californien. Sunday Silence ressort de sa boîte fin septembre pour gagner le Super Derby, un groupe 1, et montrer qu'il n'a rien perdu de sa superbe. Rendez-vous est pris dans la Breeders' Cup Classic pour une sorte de finale entre les deux champions, dont le vainqueur sera assurément sacré Cheval de l'année. Bien sûr on parle de "la course de la décennie". Sunday Silence a perdu son jockey Pat Valenzuela, pris la main dans le pot de cocaïne et remplacé par Chris McCarron, mais il peut compter sur sa fraîcheur, là où son rival a eu un programme plus que chargé. Dès le départ de la course, le peloton explose sous la pression des leaders, qui mènent à un train d'enfer. Sunday Silence suit le rythme, Easy Goer semblant, lui, presque pris de vitesse. Il est à onze longueurs de la tête de course, à sept longueurs de son rival quand il commence à se rapprocher mais, à peine l'a-t-il rejoint que Sunday Silence le contre et accélère, et l'écart se creuse à nouveau. Dans la ligne droite Sunday Silence lutte avec l'ex-Français Blushing John et lui prend l'avantage, Easy Goer a encore quatre longueurs de retard mais il enclenche, accélère, et vient mourir à une encolure de son meilleur ennemi, finalement un peu meilleur que lui sur 2 000 mètres. Avec ou sans gadoue. Sunday Silence est sacré meilleur 3 ans et cheval de l'année, à chaque fois devant Easy Goer.          
Easy Goer reste à l'entraînement en 1990 et gagne pour sa rentrée avant de connaître un semi-échec dans le Metropolitan Handicap : troisième, c'est la première fois de sa carrière qu'il n'est ni premier ni deuxième d'une course. Mais il est rattrapé par ses problèmes de boulet qui le font souffrir depuis longtemps. Cela ne l'empêche pas de remporter avec brio le Suburban Handicap, mais ce sera sa dernière sortie. Un bout d'os errant dans le boulet est détecté, qui réclame une intervention. On n'infligera pas une convalescence puis un retour à l'entraînement à un champion qui a tant donné. Easy Goer se retire. Le Hall of Fame l'attend, il le rejoindra en 1997, un an après Sunday Silence, lequel est classé 31ème sur la liste des 100 meilleurs chevaux de sport hippique américain du XXe siècle établie en 1999 par le magazine The Blood-Horse tandis qu'Easy Goer occupe la 34ème position. Les Anglais de Timeform, qui n'ont commencé à évaluer les chevaux américains que dans les années 2000, ne départageront pas les deux champions et leur décerneront rétrospectivement le même excellent rating, 137.    

### Résumé de carrière
| Date         | Hippodrome      | Pays        | Course                 | Statut      | Distance    | Jockey      | Place       | Écart       | Vainqueur ou deuxième |
| 1988, 2 ans  | 1988, 2 ans     | 1988, 2 ans | 1988, 2 ans            | 1988, 2 ans | 1988, 2 ans | 1988, 2 ans | 1988, 2 ans | 1988, 2 ans | 1988, 2 ans           |
| ------------ | --------------- | ----------- | ---------------------- | ----------- | ----------- | ----------- | ----------- | ----------- | --------------------- |
| 1er août     | Belmont Park    |             | Maiden                 |             | 1 200 m     | P. Day      | 2e / 7      | nez         | Lorenzoni             |
| 19 août      | Saratoga        | États-Unis  | Maiden                 |             | 1 400 m     | P. Day      | 1er / 8     | 2 ½         | Is It True            |
| 9 septembre  | Belmont Park    | États-Unis  | Allowance              |             | 1 300 m     | P. Day      | 1er / 6     | 5 ½         | Winner's Laugh        |
| 1er octobre  | Belmont Park    | États-Unis  | Cowdin Stakes          | Gr. 1       | 1 300 m     | P. Day      | 1er / 6     | 3           | Winner's Laugh        |
| 15 octobre   | Belmont Park    | États-Unis  | Champagne Stakes       | Gr. 1       | 1 600 m     | P. Day      | 1er / 4     | 4           | Is It True            |
| 5 novembre   | Churchill Downs | États-Unis  | Breeders' Cup Juvenile | Gr. 1       | 1 700 m     | P. Day      | 2e / 10     | 1 ¼         | Is It True            |
| 1989, 3 ans  |                 |             |                        |             |             |             |             |             |                       |
| 4 mars       | Gulfstream Park | États-Unis  | Swale Stakes           |             | 1 400 m     | P. Day      | 1er / 6     | 1 ¾         | Trion                 |
| 8 avril      | Aqueduct        | États-Unis  | Gotham Stakes          | Gr. 2       | 1 600 m     | P. Day      | 1er / 5     | 13          | Diamond Donnie        |
| 22 avril     | Aqueduct        | États-Unis  | Wood Memorial Stakes   | Gr. 1       | 1 800 m     | P. Day      | 1er / 6     | 3           | Rock Point            |
| 6 mai        | Churchill Downs | États-Unis  | Kentucky Derby         | Gr. 1       | 2 000 m     | P. Day      | 2e / 15     | 2 ½         | Sunday Silence        |
| 20 mai       | Pimlico         | États-Unis  | Preakness Stakes       | Gr. 1       | 1 900 m     | P. Day      | 2e / 8      | nez         | Sunday Silence        |
| 10 juin      | Belmont Park    | États-Unis  | Belmont Stakes         | Gr. 1       | 2 400 m     | P. Day      | 1er / 10    | 8           | Sunday Silence        |
| 8 août       | Saratoga        | États-Unis  | Whitney Handicap       | Gr. 1       | 1 800 m     | P. Day      | 1er / 6     | 4 ½         | Forever Silver        |
| 19 août      | Saratoga        | États-Unis  | Travers Stakes         | Gr. 1       | 2 000 m     | P. Day      | 1er / 6     | 3           | Forever Silver        |
| 16 septembre | Belmont Park    | États-Unis  | Woodward Stakes        | Gr. 1       | 2 000 m     | P. Day      | 1er / 5     | 2           | It's Acedemic         |
| 7 octobre    | Belmont Park    | États-Unis  | Jockey Club Gold Cup   | Gr. 1       | 2 400 m     | P. Day      | 1er / 7     | 4           | Cryptoclearance       |
| 4 novembre   | Gulfstream Park | États-Unis  | Breeders' Cup Classic  | Gr. 1       | 2 000 m     | P. Day      | 1er / 8     | enc.        | Sunday Silence        |
| 1990, 4 ans  |                 |             |                        |             |             |             |             |             |                       |
| 16 mai       | Belmont Park    | États-Unis  | Gold Stage Stakes      |             | 1 400 m     | P. Day      | 1er / 4     | 7 ½         | Hadif                 |
| 28 mai       | Belmont Park    | États-Unis  | Metropolitan Handicap  | Gr. 1       | 1 600 m     | P. Day      | 3e / 9      | 1 ¾         | Criminal Type         |
| 4 juillet    | Belmont Park    | États-Unis  | Suburban Handicap      | Gr. 1       | 2 000 m     | P. Day      | 1er / 7     | 3 ¾         | De Roche              |

## Au haras
À l'issue de sa carrière de course, Easy Goer devient étalon dans le grand haras Claiborne Farm, dans le Kentucky, où il occupe le box qui fut jadis celui de Bold Ruler puis Secretariat. Sa nouvelle carrière sera brève, puisqu'un jour de 1994 Easy Goer, 8 ans, s'effondre dans son paddock et ne se relève pas. L'autopsie détermine qu'il sa mort est due à un choc anaphylactique et que le cheval avait aussi plusieurs tumeurs cancéreuses.
Carrière brève, donc, mais qui lui a laissé le temps de donner 136 foals et beaucoup de regrets. Parmi eux, issue de son union avec Personal Ensign, la championne My Flag, lauréate de la Breeders' Cup Juvenile Fillies, des Ashland Stakes, des Coaching Club American Oaks et des Gazelle Stakes, mais aussi troisième face aux mâles dans les Belmont Stakes, devenue une formidable poulinière, mère entre autres de Storm Flag Flying, vainqueur à son tour de la Breeders' Cup Juvenile Fillies. Citons aussi Will's Way, qui remporta comme son père les Travers Stakes et le Whitney Handicap. Easy Goer était également un prometteur père de mères, si bien que malgré sa maigre descendance il a assuré une certaine pérennité à son nom.

## Origines
Difficile d'imaginer plus alléchant pedigree que celui d'Easy Goer. Il est peut-être le meilleur fils du grand champion Alydar (fabuleux rival d'Affirmed à la fin des années 70) et brillant étalon, tête de liste en 1990 et à qui l'on doit, entre autres, un autre Hall of Famer, Alysheba (Kentucky Derby, Preakness Stakes, Woodward Stakes, Breeders' Cup Classic). Sa mère était aussi une championne, lauréate d'un Eclipse Award en 1981 au titre de meilleure jument d'âge de l'année sur le dirt. Cette fille du grand Buckpasser commença sa carrière en Angleterre sans vraiment percer, avant de se produire aux États-Unis où elle remporta au niveau groupe 1 le Ruffian Handicap et le Delaware Handicap. L'un des joyaux de l'élevage Phipps, Relaxing est devenue une grande reproductrice, sacrée poulinière de l'année en 1989, qui s'est illustrée, outre Easy Goer, via ses deux filles Cadillacing et Easy Now, toutes deux lauréates de groupe 1 : 
- Cadillacing (Alydar) : Ballerina Stakes (Gr.1), Distaff Handicap (Gr.3), mère de :
  - Cat Cay (Pleasant Colony) : Aqueduct Top Flight Handicap (Gr.2), Thoroughbred Club of America Stakes (Gr.3), 3e First Flight Handicap (Gr.2), Safely Kept Stakes (Gr.3). Mère de :
    - Abaco (Giant's Causeway) : Ballston Spa Stakes (Gr.2), 2e Flower Bowl Stakes (Gr.1), Sheepshead Bay Stakes (Gr.2), 3e Jenny Wiley Stakes (Gr.1).

  - Lion Hearted (Storm Cat) : 2e Riva Ridge Stakes (Gr.2), Amsterdam Stakes (Gr.3)
  - Strolling Along (Danzig) : Futurity Stakes (Gr.2), Gulfstream Park BC Handicap (Gr.2), Lawrence Realization Stakes (Gr.3). 2e Hopeful Stakes (Gr.1), Saratoga Special (Gr.2), Nat'l Museum of Racing and Hall of Fame Stakes (Gr.2), 3e Gotham Stakes (Gr.2).
- Easy Now (Danzig) : Maskette Stakes (Gr.1), Astarita Stakes (Gr.2), 2e Mother Goose Stakes (Gr.1), Coaching Club American Oaks (Gr.1), 3e Demoiselle Stakes (Gr.2). Mère de : 
  - Somasach (Johannesburg) : Balanchine Stakes (Gr.3)

Relaxing est une fille de Marking Time, l'une des bonnes pouliches de sa génération, gagnante des Acorn Stakes et deuxième des Mother Goose Stakes. Elle ressort donc (comme Buckpasser !) de l'une des plus brillantes familles du stud américain, celle issue de la lignée grouillante de champions de l'immense La Troienne, jument française importée aux États-Unis en 1931.

### Pedigree
| Origines de Easy Goer (USA), mâle alezan né en 1986 | Origines de Easy Goer (USA), mâle alezan né en 1986 | Origines de Easy Goer (USA), mâle alezan né en 1986 | Origines de Easy Goer (USA), mâle alezan né en 1986 |
| --------------------------------------------------- | --------------------------------------------------- | --------------------------------------------------- | --------------------------------------------------- |
| Père Alydar 1975                                    | Raise a Native 1961                                 | Native Dancer                                       | Polynesian                                          |
| Père Alydar 1975                                    | Raise a Native 1961                                 | Native Dancer                                       | Geisha                                              |
| Père Alydar 1975                                    | Raise a Native 1961                                 | Raise You                                           | Case Ace                                            |
| Père Alydar 1975                                    | Raise a Native 1961                                 | Raise You                                           | Lady Glory                                          |
| Père Alydar 1975                                    | Sweet Tooth 1965                                    | On-And-On                                           | Nasrullah                                           |
| Père Alydar 1975                                    | Sweet Tooth 1965                                    | On-And-On                                           | Two Lea                                             |
| Père Alydar 1975                                    | Sweet Tooth 1965                                    | Plum Cake                                           | Ponder                                              |
| Père Alydar 1975                                    | Sweet Tooth 1965                                    | Plum Cake                                           | Real Delight                                        |
| Mère Relaxing 1976                                  | Buckpasser 1963                                     | Tom Fool                                            | Menow                                               |
| Mère Relaxing 1976                                  | Buckpasser 1963                                     | Tom Fool                                            | Gaga                                                |
| Mère Relaxing 1976                                  | Buckpasser 1963                                     | Busanda                                             | War Admiral                                         |
| Mère Relaxing 1976                                  | Buckpasser 1963                                     | Busanda                                             | Businesslike                                        |
| Mère Relaxing 1976                                  | Marking Time 1963                                   | To Market                                           | Market Wise                                         |
| Mère Relaxing 1976                                  | Marking Time 1963                                   | To Market                                           | Pretty Does                                         |
| Mère Relaxing 1976                                  | Marking Time 1963                                   | Allemande                                           | Counterpoint                                        |
| Mère Relaxing 1976                                  | Marking Time 1963                                   | Allemande                                           | Big Hurry (famille 1-x)                             |